# دودي جوستين
دودي جوستين (بالإنجليزية: Dodie Heath)‏ هي ممثلة أمريكية، ولدت في 3 أغسطس 1928 في سياتل في الولايات المتحدة.

## أعمال

### أفلام
- (1959) يوميات آن فرانك

## وصلات خارجية
- دودي جوستين على موقع IMDb (الإنجليزية)
- دودي جوستين على موقع قاعدة بيانات برودواي على الإنترنت (الإنجليزية)
- دودي جوستين على موقع قاعدة بيانات الفيلم (الإنجليزية)